# Gerard Albadalejo
Gerard Albadalejo Castaño (Barcelona, Cataluña, España, 30 de agosto de 1983), deportivamente conocido como Gerard Albadalejo, es un exjugador y entrenador de fútbol español que actualmente está libre.

## Trayectoria

### Como jugador
Es un delantero formado en el fútbol base de L´Horta y durante su carrera como jugador lo haría en Cataluña en equipos modestos como la UE Sant Andreu, Turo de Peira, Vilassar de Mar, hasta su retirada en el Cerdanyola del Vallés, con el que sufrió una lesión del quinto metatarsiano y abandonó el fútbol a los 26 años.

### Como entrenador
Comenzó su carrera como entrenador en las categorías inferiores del Club de Futbol Turó de la Peira al que dirigió desde benjamín hasta Territorial Preferente. Gerard también pasaría por el equipo cadete del UDA Gramanet y el juvenil "A" del UE Vilassar de Mar. 
En julio de 2012, firma como segundo entrenador del Club Lleida Esportiu de la Segunda División B de España, en el que estaría durante tres temporadas, formando parte de los cuerpos técnicos de Toni Seligrat, Imanol Idiakez y Emili Vicente.
En las temporadas 2015-16 y 2016-17, sería entrenador del filial del Club Lleida Esportiu.
En julio de 2017, se hace cargo del primer equipo del Club Lleida Esportiu de la Segunda División B de España. El 29 de noviembre de 2017, lograrían eliminar a la Real Sociedad al vencer por dos goles a tres en Anoeta, en los dieciseisavos de la Copa del Rey.
Gerard dirigía al conjunto ilerdense durante temporada y media, hasta su destitución el 4 de febrero de 2019.
El 29 de diciembre de 2019, firma como entrenador del Orihuela CF de la Segunda División B de España, al que dirige hasta el 16 de marzo de 2021.
El 3 de febrero de 2022, firma por el Club Esportiu Europa de la Segunda División RFEF.
El 28 de junio de 2022, firma por el Atlético Saguntino de la Segunda División RFEF. El 31 de enero de 2023, es destituido y relevado por Sergio Escobar.

## Clubes

### Como entrenador
| Club                                 | País   | Año       |
| ------------------------------------ | ------ | --------- |
| Club Lleida Esportiu (2º Entrenador) | España | 2012-2015 |
| Club Lleida Esportiu "B"             | España | 2015-2017 |
| Club Lleida Esportiu                 | España | 2017-2019 |
| Orihuela CF                          | España | 2020-2021 |
| Club Esportiu Europa                 | España | 2022 2022 |
| Atlético Saguntino                   | España | 2022-2023 |